# 385. Infanterie-Division (Wehrmacht)
Die 385. Infanterie-Division war ein militärischer Großverband der Wehrmacht im Deutschen Reich.

## Geschichte

### Aufstellung
Im Februar 1942 wurde die Division auf dem Truppenübungsplatz Bergen bei Fallingbostel als eine von fünf Divisionen der 18. Aufstellungswelle unter dem Stichwort „Rheingold-Division“ aus Ersatztruppenteilen der Wehrkreise VI, X und XI aufgestellt.

### Verlegung an die Ostfront
Trotz fehlender Kampferfahrung konnte die Division in den schweren Kämpfen am Don und im Brückenkopf Woronesch große Offensiv- und Defensiverfolge erringen.

### Stalingrad
Im Herbst 1942 nahm die Division im Verband der 6. Armee im Herbst 1942 an der Großoffensive gegen Stalingrad teil.

#### Angriff auf die Stadt
Gegen den Widerstand umfassender sowjetischer Heeresverbände konnte die Hauptmacht der Armee bis Anfang November den Großteil der Stadt einnehmen. Die Division kämpfte zu dieser Zeit – zusammen mit verbündeten Rumänen und Italienern – mit sehr großem Erfolg nördlich der Stadt an der äußersten linken Flanke. Ihr Kommandeur, Generalmajor Karl Eibl, erhielt für die Führung der Division nordöstlich Stalingrads als 21. Soldat der Wehrmacht am 19. Dezember 1942 das Eichenlaub mit Schwertern zum Ritterkreuz des Eisernen Kreuzes.

#### Abwehrkampf am Kesselrand
Der Division gelang es, sich außerhalb des Einschließungsrings um Stalingrad nördlich der Stadt zu halten und dann abzusetzen. Der am 1. Januar 1943 zum Generalleutnant beförderte Eibl gab nun das Kommando über die 385. Infanterie-Division ab und wurde Kommandierender General des XXIV. Panzerkorps zu welchem die 385. Infanterie-Division gehörte.

### Rückzug mit dem XXIV. Panzer Korps
Am 17. Januar 1943 starteten Panzertruppen der sowjetischen Woronescher Front unerwartet eine erneute Offensive und überflügelten bei Nikolajewka Eibls gesamtes Korps sowie einige italienische Gebirgsjägerdivisionen des Alpini-Korps. Nur knapp konnte Eibl die Vernichtung seines Korps verhindern. Unter Zurücklassung und Vernichtung eines Großteils der Ausrüstung gelang es einen Korridor nach Westen freizukämpfen. In verschiedene Marschgruppen aufgeteilt flohen die deutschen und italienischen Truppen nach Westen. In dieser Situation entschloss sich Eibl, sich einen persönlichen Eindruck von der Front zu machen. Auf der Fahrt an die Front traf er im dichten Nebel auf eine italienische Einheit, die ihn und seine Kolonne für russische Truppen hielten. In dem kurzen Feuergefecht wurde Eibl von einer Handgranate schwer am Bein verwundet. Durch die schweren Splitterverletzungen wurde die Notamputation des zerfetzten Oberschenkels notwendig, welche er jedoch aufgrund des hohen Blutverlustes nur um wenige Stunden überlebte. Am 1. März 1943 wurde Karl Eibl postum zum General der Infanterie befördert.

### Auflösung und Verwendung der restlichen Truppenteile
Die Reste der 385. Infanterie-Division mit 2409 Mannschaften und Unteroffizieren, 30 Beamten und 83 Offizieren sammelten sich im Februar 1943 bei Krementschug. Mit Resten der 298. und der 387. Infanterie-Division wurde eine Wiederaufstellung der 387. Infanterie-Division durchgeführt. Die ehemaligen Stäbe 385. Infanterie-Division wurden für die Wiederaufstellung anderer Großverbände der Wehrmacht verwendet und die 385. Infanterie-Division offiziell aufgelöst.

## Bewertung der Division
Der Militärhistoriker Marco Sigg urteilte 2014 über die Division „Die 385. Infanterie-Division wurde folglich zwar unter schlechten Bedingungen aufgestellt, hat sich dann aber äußerst rasch zu einer kampfkräftigen Division entwickelt. Dies dürfte sicher zu einem großen Teil das Verdienst Eibls gewesen, der wie gesehen ein sehr fordernder Divisionskommandeur gewesen ist und hohe Ansprüche an die Qualität und Leistungen seiner Truppenteile gestellt hat.“
| Zeitraum                    | Armeekorps     | Armee           | Heeresgruppe | Raum      |
| --------------------------- | -------------- | --------------- | ------------ | --------- |
| Februar bis März 1942       | in Aufstellung | BdE             |              | Bergen    |
| April 1942                  | in Zuführung   |                 | OKH          | Juchnow   |
| Mai 1942                    | XXXX           | 4.              | Mitte        | Kursk     |
| Juni 1942                   | z. Vfg.        | 4. Pz           | Süd          | Woronesch |
| Juli 1942                   | XIII           | 4. Pz           | Süd          | Woronesch |
| August 1942                 | VII            | 2.              | Süd          | Woronesch |
| September bis November 1942 | XIII           | 2.              | B            | Woronesch |
| Dezember 1942               | z. Vfg.        | 2. ungarische   | B            | Don-Bogen |
| Januar 1943                 | XXIV           | 8. italienische | B            | Don-Bogen |
| Februar bis März 1943       | XXIV           | Lanz            | B            | Belgorod  |

1. ↑  Reste zur 387. ID.

## Gliederung
- Infanterie-Regiment 537
- Infanterie-Regiment 538
- Infanterie-Regiment 539
- Artillerie-Regiment 385
- Panzerjäger-Abteilung 385
- Reiter-Schwadron 385
- Pionier-Bataillon 385
- Nachrichten-Abteilung 385
- Versorgungs-Einheiten 385

Ende Februar 1943 wurden die Reste der Division an die 387. Infanterie-Division zu deren Neuaufstellung abgegeben.

## Kommandeure
| Dienstgrad   | Name                    | Zeitraum                               |
| ------------ | ----------------------- | -------------------------------------- |
| Generalmajor | Karl Eibl               | 7. Februar bis 18. Dezember 1942       |
| Generalmajor | Eberhard von Schuckmann | 18. Dezember 1942 bis 15. Februar 1943 |